# Lufton
Lufton är en by i civil parish Brympton, i enhetskommunen Somerset, i grevskapet Somerset, i England. Byn är belägen 10 km från Crewkerne. Lufton var en civil parish fram till 1933 när blev den en del av Brympton. Civil parish hade 50 invånare år 1931. Byn nämndes i Domedagsboken (Domesday Book) år 1086, och kallades då Lochetone/Locutona.